# NGC 7265
NGC 7265 is een elliptisch sterrenstelsel in het sterrenbeeld Hagedis. Het hemelobject werd op 20 september 1876 ontdekt door de Franse astronoom Édouard Jean-Marie Stephan.

## Synoniemen
- UGC 12004
- MCG 6-49-6
- ZWG 514.15
- IRAS 22203+3556
- PGC 68668